# Uxmal

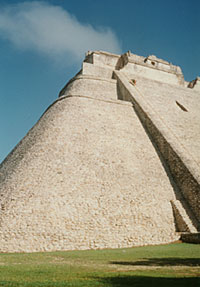
Uxmal – Piramida Czarownika

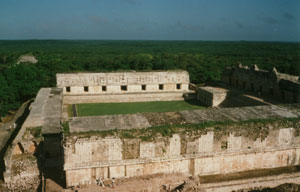
Uxmal – zabudowania przy placu

Uxmal – miasto Majów położone na terenie stanu Jukatan w Meksyku. Zostało założone w okresie renesansu Majów (prawdopodobnie pomiędzy 987–1007 r.). Należało, obok Chichén Itzá i Mayapán, do głównych miast-państw cywilizacji Majów w okresie Nowego Państwa. Zostało opuszczone w XV w. Wśród ruin zachowały się liczne zabytki zaliczane do stylu Puuc. Wśród nich znajdują się:
- piramida schodkowa ze Świątynią Czarownika (Świątynia Wróżbity) – jest to budowla o wysokości ok. 38,0 m i eliptycznej podstawie. Na niej zbudowano w sumie pięć świątyń dostępnych z różnych stron. Przy wejściu od strony zachodniej – świątynia pierwsza, od wschodniej znajdują się świątynie druga i trzecia w wewnętrznej komorze na poziomie drugim. Wyżej, od strony zachodniej znajduje się świątynia czwarta, której wejście zbudowano w formie maski boga deszczu Chaca. Na szczycie piramidy znajduje się piąta świątynia
- Wielka Piramida – ulokowana w pobliżu Pałacu Gubernatora[1]
- po zachodniej stronie Świątyni Czarownika, wokół kwadratowego placu, wzniesiono kompleks zabudowań zawierający 74 małe pomieszczenia, zwany Domem (Czworokątem) Mniszek. Fasady tych budowli posiadają bogatą dekorację w postaci wyobrażeń boga Chaca, węży, plecionek
- Pałac Gubernatora – niski, długi budynek wzniesiony ok. 987 r. najprawdopodobniej był pałacem królewskim. Jest to budowla o wymiarach 100,0 x 12,0 i 8,0 m wysokości, wzniesiona na tarasie o wysokości 15,0 m
- Dom Żółwi – zbudowany w północnej części tarasu pod Pałacem Gubernatora. Nazwę swoją zawdzięcza dekoracji zdobiącej fryz budynku
- Dom Gołębi – pozostałość budynku pod postacią podłużnej ściany zwieńczonej charakterystycznymi garbami i prowadzącymi do niej schodami[1]
- majański cmentarz[1]
- ponadto zachowały się ruiny budowli zwanych domem Mniszek. Dom Starej Kobiety oraz boisko do gry w pelotę.

## Galeria

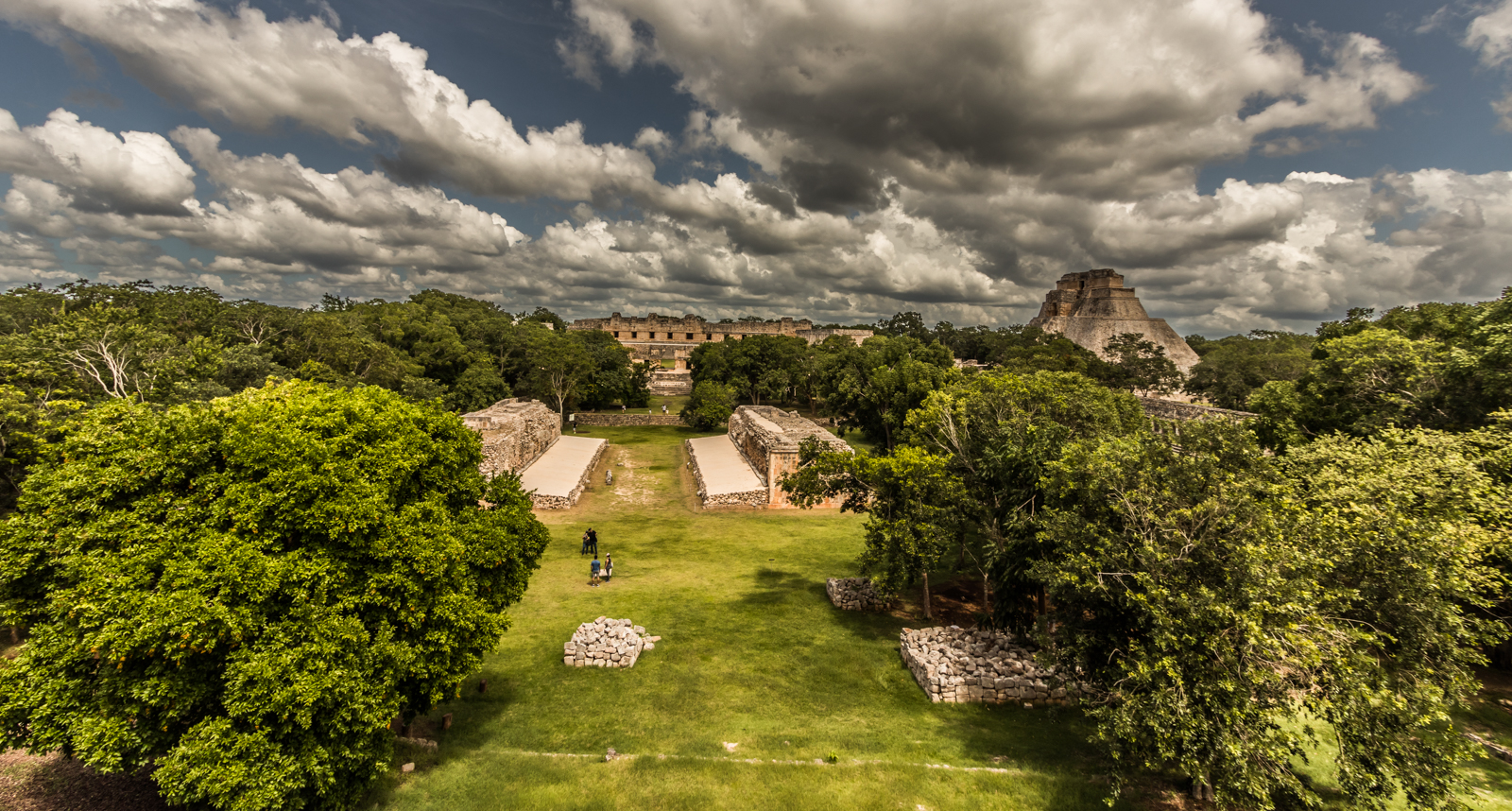
Widok na Uxmal
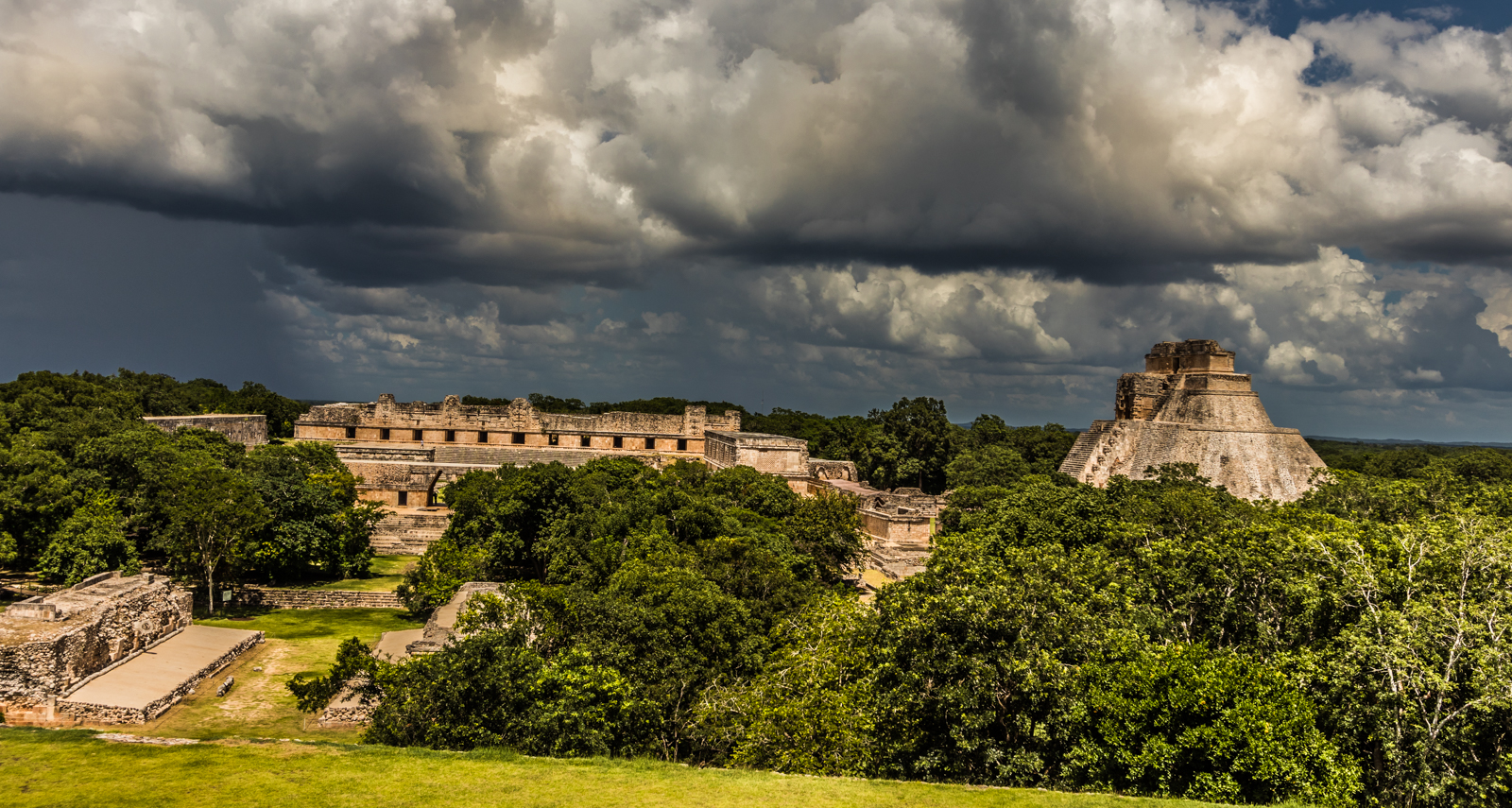
Widok na Uxmal
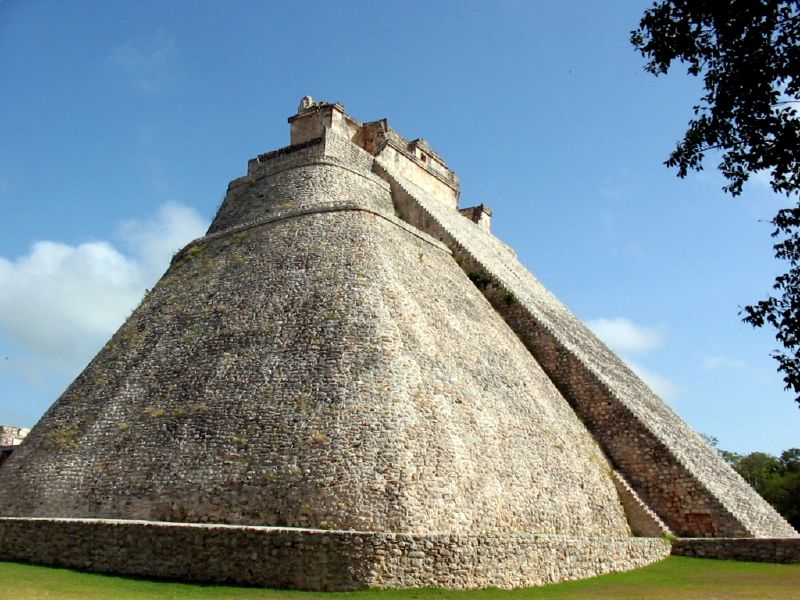
Piramida Czarownika
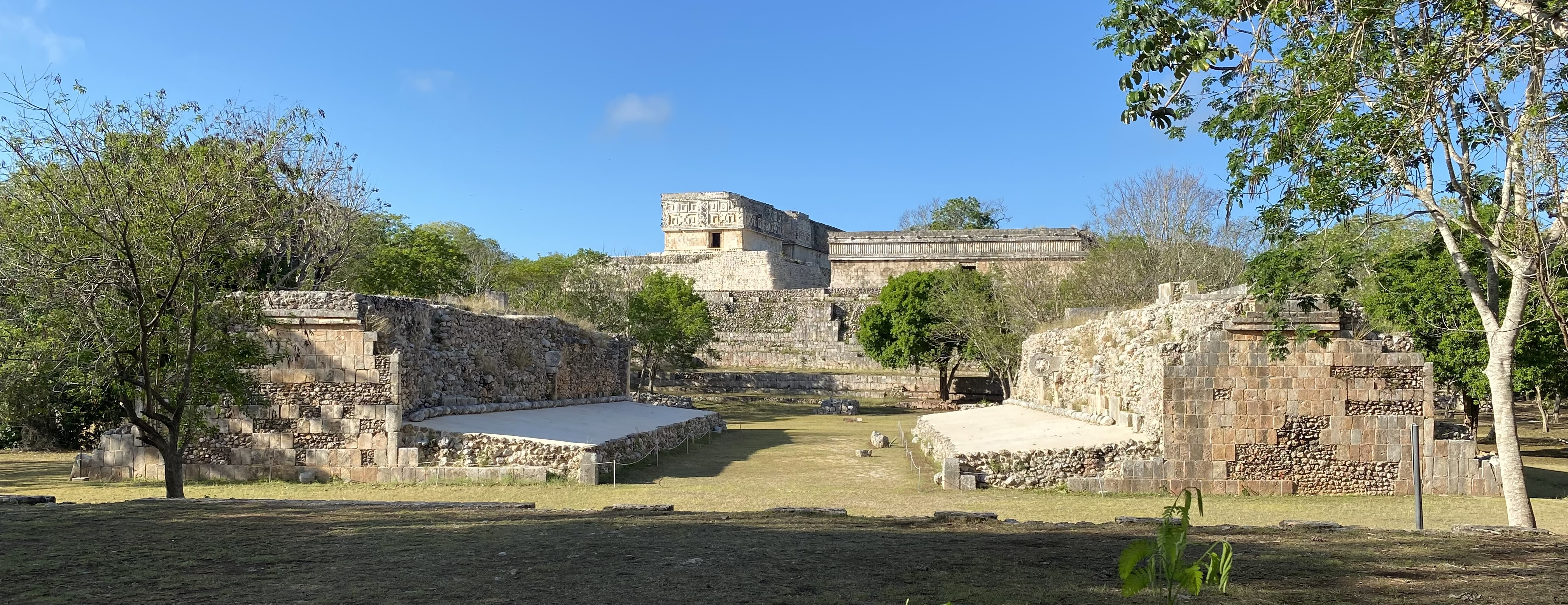
Boisko do rytualnej gry i Pałac Gubernatora na wzniesieniu
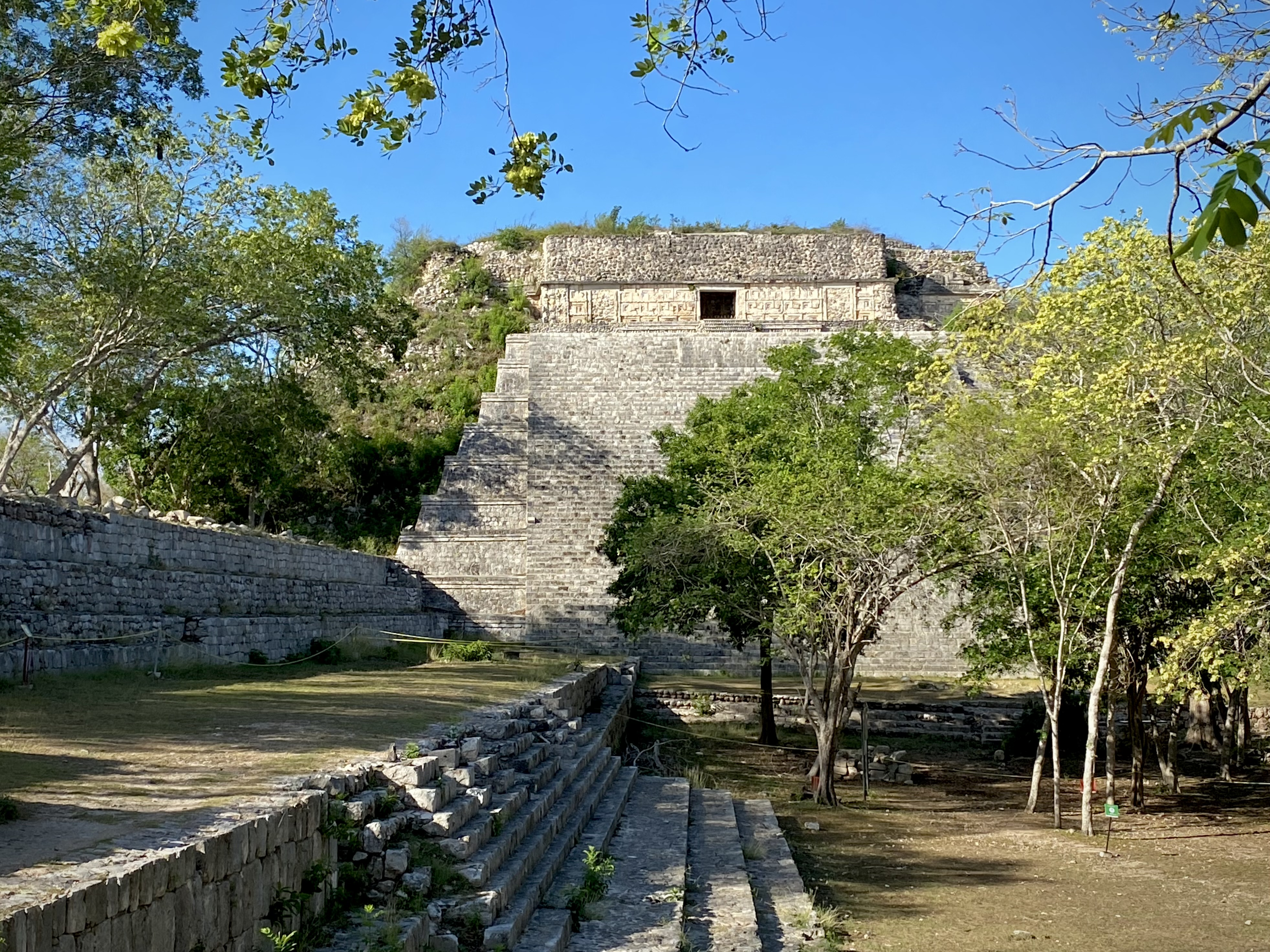
Wielka Piramida w Uxmal
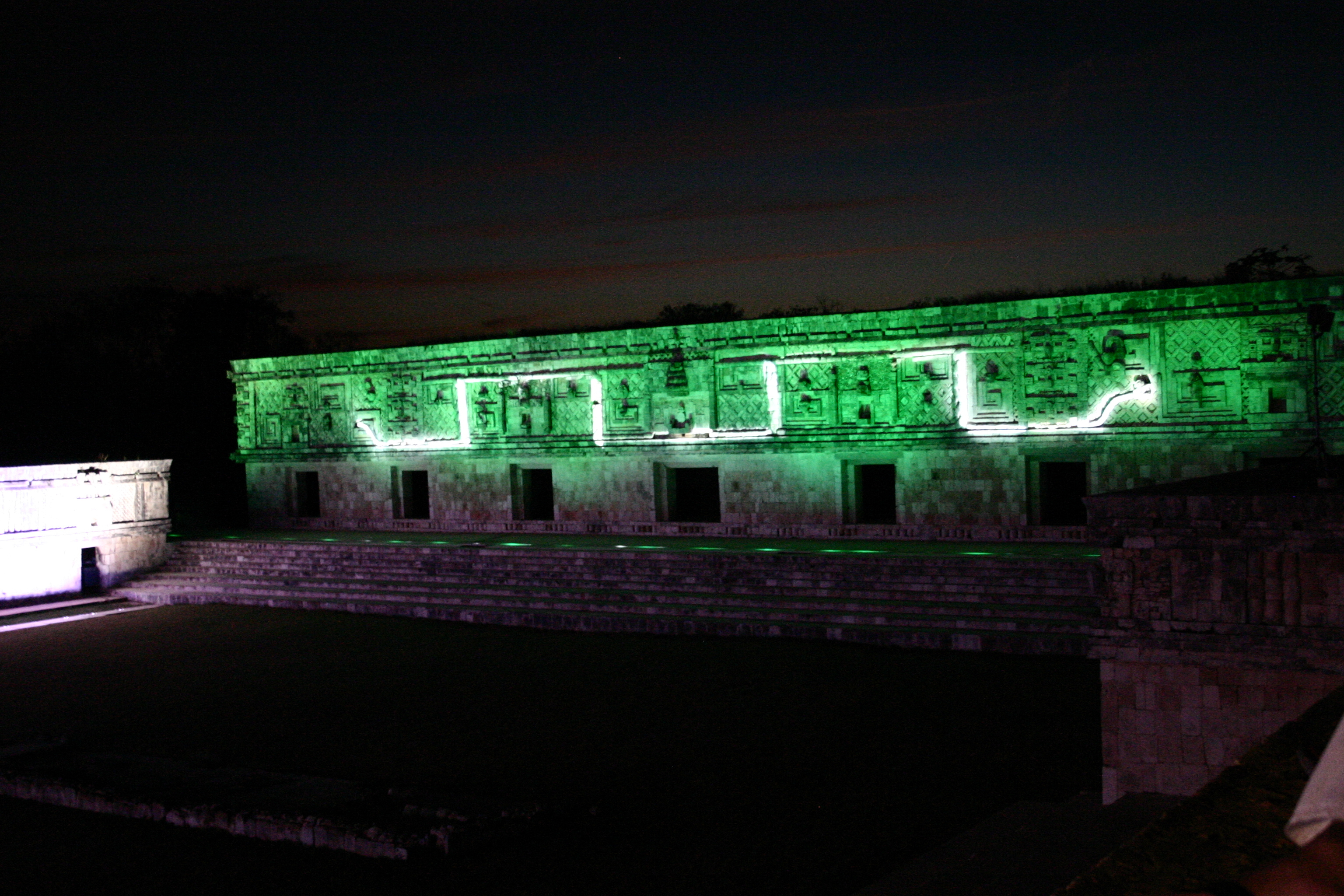
Nocna illuminacja zabytków
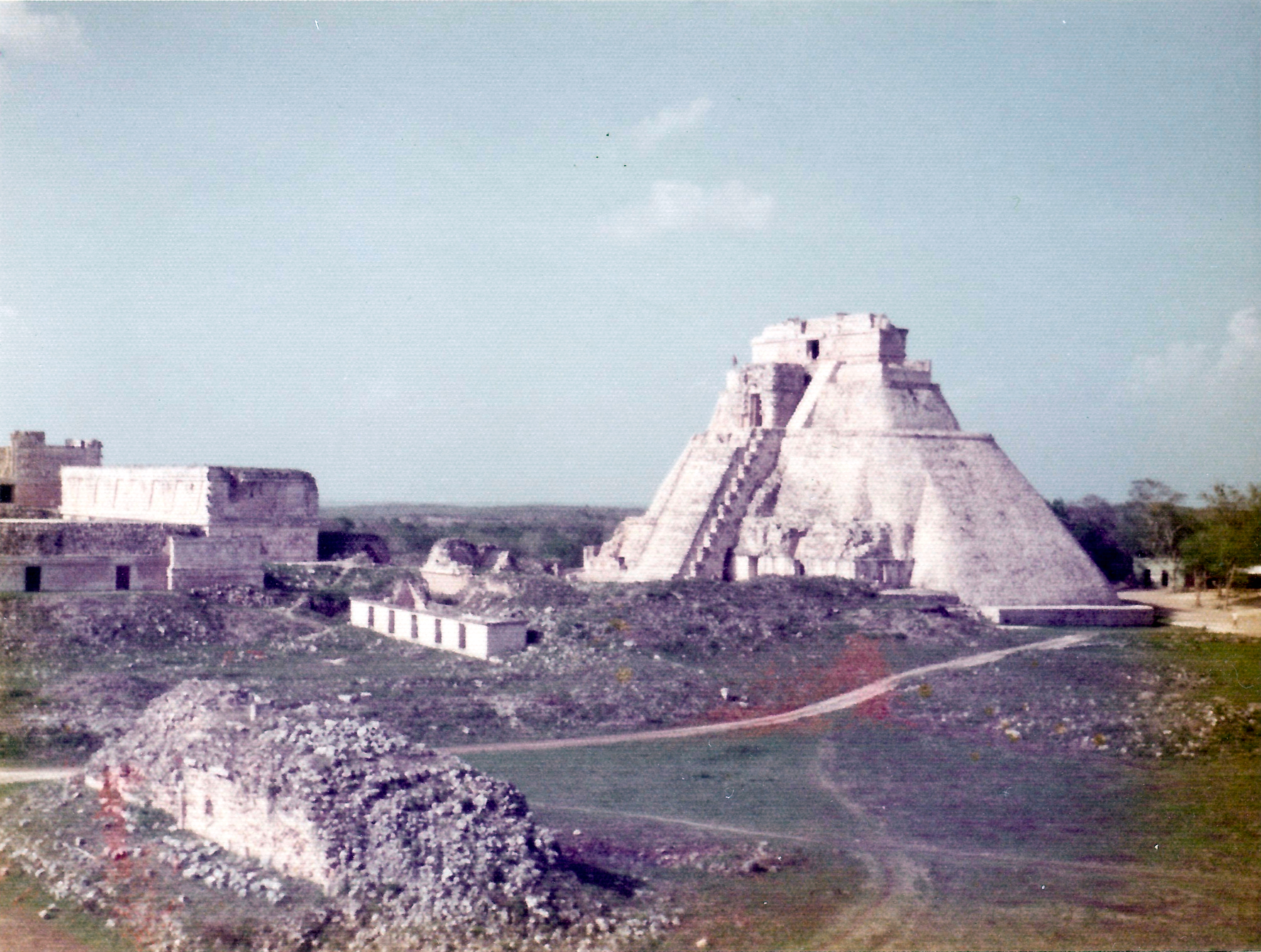
Piramida Czarownika w czerwcu 1973 roku
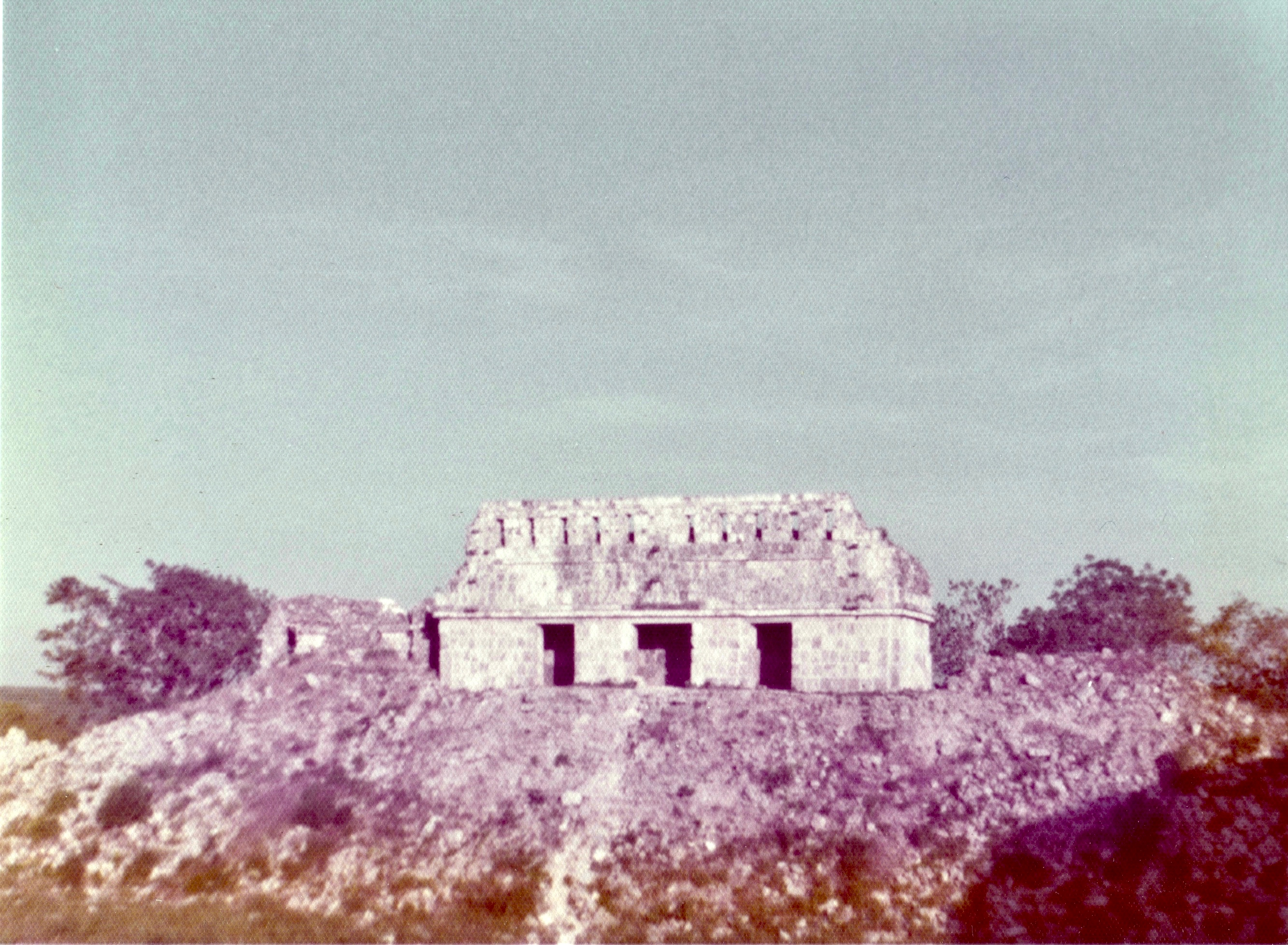
Uxmal w 1975 roku
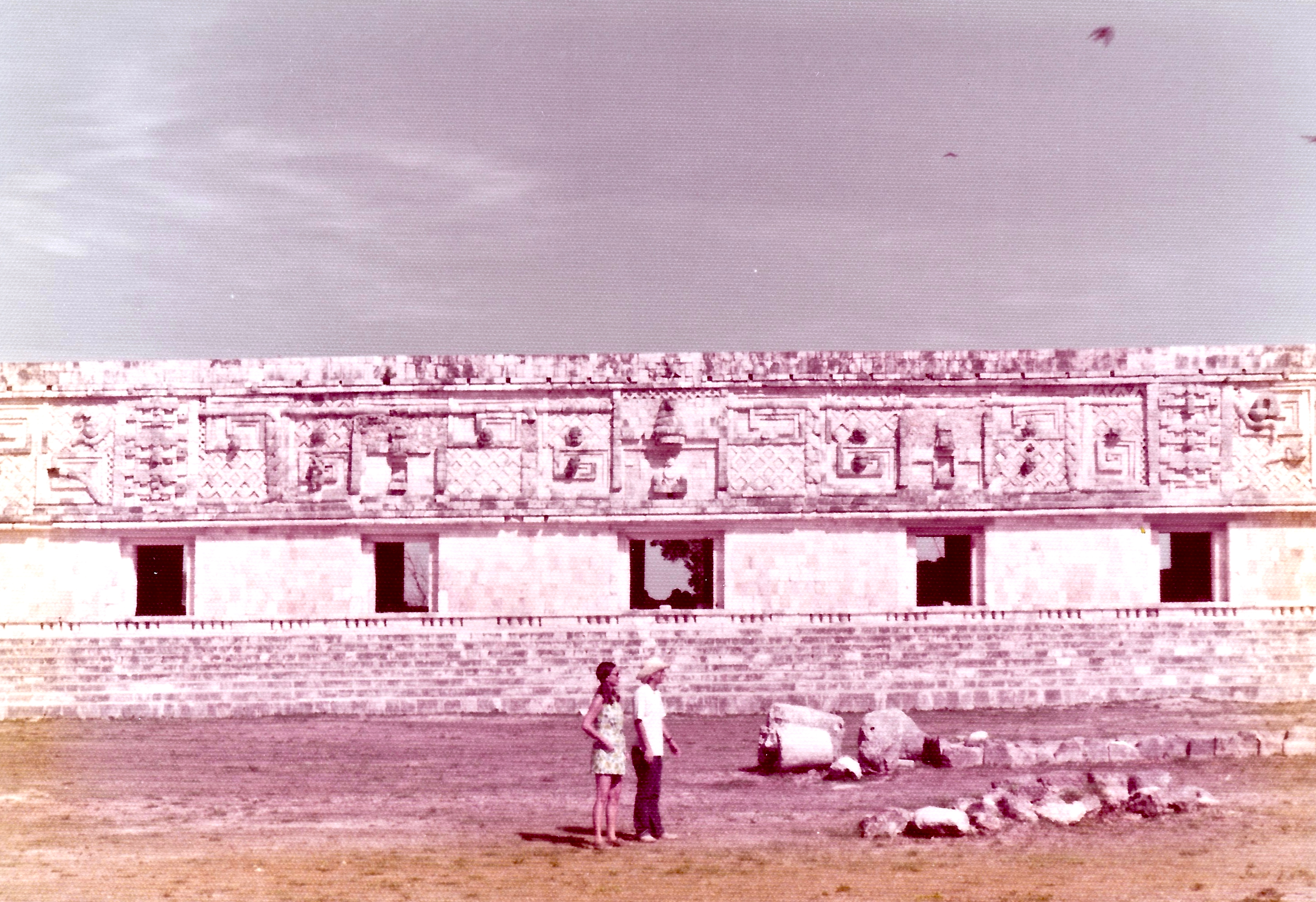
Dom Mniszek w czerwcu 1975 roku